# Bakongan
Bakongan (indonez. Kecamatan Bakongan) – kecamatan w kabupatenie Aceh Selatan w okręgu specjalnym Aceh w Indonezji.
Kecamatan ten znajduje się w północnej części Sumatry, nad Oceanem Indyjskim. Od północnego zachodu graniczy z kecamatanami Kluet Selatan i Kluet Timur, od zachodu z kabupatenem Aceh Tengara, a od południowa z kecamatanami Trumon i Bakongan Timur. Przebiega przez niego droga Jalan Lintas Barat Sumatrea.
W 2010 roku kecamatan ten zamieszkiwało 10 913 osób, z których 2 892 stanowiły ludność miejską, a 8021	 ludność wiejską. Mężczyzn było 5416, a kobiet 5497. 10 909 osób wyznawało islam.
Znajdują się tutaj miejscowości: Darul Ikhsan, Gampong Baro, Gampong Drien, Keude Bakongan, Padang Berahan, Ujung Mangki, Ujung Padang.